# II. třída okresu Praha-východ
II. třída okresu Praha-východ (Okresní přebor II. třídy) patří společně s ostatními druhými třídami mezi osmé nejvyšší fotbalové soutěže v Česku. Je řízena Okresním fotbalovým svazem Praha-východ. Hraje se každý rok od léta do jara se zimní přestávkou. Účastní se ji 14 týmů z okresu Praha-východ, každý s každým hraje jednou na domácím hřišti a jednou na hřišti soupeře. Celkem se tedy hraje 26 kol. Vítězem se stává tým s nejvyšším počtem bodů v tabulce a postupuje do I.B třídy Středočeského kraje - skupiny A. Poslední dva týmy sestupují do III. třídy okresu Praha-východ. Do II. třídy vždy postupuje vítězný tým z každé ze dvou skupin III. třídy (skupiny A a B).

## Vítězové
| Ročník    | Vítězný tým              |
| --------- | ------------------------ |
| 2003/2004 | Sokol Zápy               |
| 2004/2005 | TJ Slavoj Velké Popovice |
| 2005/2006 | SK Zeleneč               |
| 2006/2007 | TJ Slavia Louňovice      |
| 2007/2008 | FK Říčany                |
| 2008/2009 | TJ Kunice „B“            |
| 2009/2010 | SK Viktoria Jirny „B“    |
| 2010/2011 | TJ Slavia Radonice       |
| 2011/2012 | TJ Kunice „B“            |
| 2012/2013 | FK Brandýs nad Labem     |
| 2013/2014 | SK Zápy „B“              |
| 2014/2015 | TJ Klíčany               |
| 2015/2016 | SK Zápy „B“              |
| 2016/2017 | TJ Mnichovice            |
| 2017/2018 | SK Vyžlovka              |
| 2018/2019 | SK Zápy „B“              |
| 2019/2020 | TJ Slavia Radonice       |
| 2020/2021 | FC Líbeznice             |
| 2021/2022 | TJ Slavoj Velké Popovice |
| 2022/2023 | FC Líbeznice             |
| 2023/2024 | FK Dobřejovice           |